# Boullay-les-Troux
Boullay-les-Troux ist eine französische Gemeinde mit 632 Einwohnern (Stand: 1. Januar 2022) im Département Essonne in der Region Île-de-France. Sie gehört zum Arrondissement Palaiseau und zum Kanton Gif-sur-Yvette. Die Einwohner werden Boullaysiens genannt.

## Geographie
Boullay-les-Troux liegt rund 29 Kilometer südwestlich von Paris. Die Gemeinde gehört zum Regionalen Naturpark Haute Vallée de Chevreuse. Umgeben wird Boullay-les-Troux von den Nachbargemeinden Chevreuse im Norden, Saint-Rémy-lès-Chevreuse im Nordosten, Les Molières im Osten, Pecqueuse im Süden sowie Choisel im Westen.

## Bevölkerungsentwicklung
| Jahr                       | 1962 | 1968 | 1975 | 1982 | 1990 | 1999 | 2006 | 2019 |
| Einwohner                  | 206  | 253  | 339  | 416  | 509  | 581  | 635  | 648  |
| Quellen: Cassini und INSEE |      |      |      |      |      |      |      |      |

## Sehenswürdigkeiten

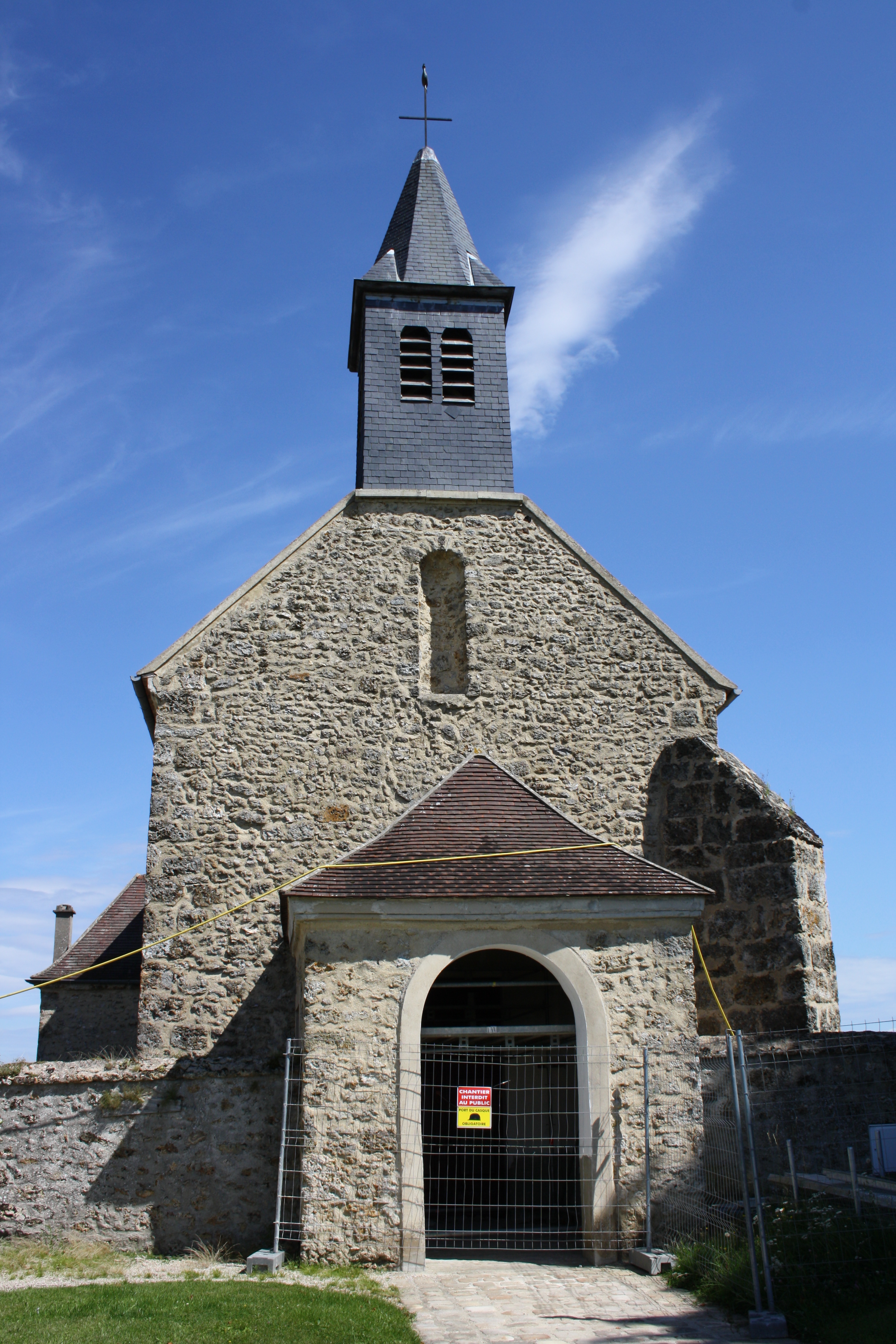
Kirche Saint-Jean-l’Évangeliste

- Kirche Saint-Jean-l’Évangeliste